# Alsodes norae
Espèce
Statut de conservation UICN

 EN B1ab(iii) : En danger
Alsodes norae est une espèce d'amphibiens de la famille des Alsodidae.

## Répartition
Cette espèce est endémique du parc Oncol dans la province de Valdivia dans la région des Fleuves au Chili. Elle se rencontre dans les forêts tempérées de Nothofagus de la cordillère de la Costa.

## Publication originale
- Cuevas, 2008 : A new species of the genus Alsodes (Anura: Neobatrachia) from the Nothofagus forest, Coastal Range, Southern Chile, identified by its karyotype. Zootaxa, no 1771, p. 43–53.